# Harzsparkasse
Die Harzsparkasse mit Sitz in Wernigerode ist die Sparkasse des Landkreises Harz in Sachsen-Anhalt. Sie ist in der Trägerschaft des Landkreises und Mitglied des Ostdeutschen Sparkassen- und Giroverbandes.

## Organisationsstruktur
Die Harzsparkasse ist eine Anstalt des öffentlichen Rechts. Rechtsgrundlagen sind das Sparkassengesetz für Sachsen-Anhalt und die durch den Verwaltungsrat der Sparkasse erlassene Satzung. Organe der Sparkasse sind der Vorstand und der Verwaltungsrat.
Die Marktbereiche sind eingeteilt in das Privatkundenzentrum und das Gewerbekundenzentrum.

## Geschäftsausrichtung
Die Harzsparkasse betreibt als Sparkasse das Universalbankgeschäft. Sie ist Marktführer in ihrem Geschäftsgebiet.
Die Harzsparkasse wies im Geschäftsjahr 2023 eine Bilanzsumme von 3,068 Mrd. Euro aus und verfügte über Kundeneinlagen von 2,53 Mrd. Euro. Gemäß der Sparkassenrangliste 2023 liegt sie nach Bilanzsumme auf Rang 159. Sie unterhält 40 Filialen/Selbstbedienungsstandorte und beschäftigt 401 Mitarbeiter.
Im Verbundgeschäft arbeitet sie mit der Landesbausparkasse Sachsen-Anhalt und der ÖSA zusammen.

## Geschichte
Mit der Fusion der Landkreise Halberstadt, Quedlinburg und Wernigerode zum 1. Juli 2007 wurde auch eine Neustrukturierung der bis dahin drei eigenständigen Kreissparkassen notwendig. Der Sitz der zum 1. Januar 2008 neuzubildenden Sparkasse war dabei lange Zeit diskutabel. Um einen Ausgleich der Kaufkraft durch die Landkreisreform zu ermöglichen, waren nur noch Quedlinburg und Wernigerode im Gespräch, da Halberstadt den Kreissitz erhielt. Die Entscheidung für Wernigerode fiel, nachdem Quedlinburg den Sitz des Finanzamtes Harz erhielt.
Die drei Vorgängerinstitute entstanden jeweils 1952 im Rahmen der Reorganisation der Sparkassen in der DDR.
In Halberstadt wurde am 1. Juni 1833 die Städtische Sparkasse eröffnet, die am 1. Juni 1858 zur Kreis-Sparkasse wurde. Die erste Sparkasse in Wernigerode wurde 1837 in der Gemeinde Schloß Wernigerode als Fürstlich Stolbergische Privatsparkasse gegründet, bis am 1. Juli 1849 die Städtische Sparkasse Wernigerode eröffnete. Aus dieser wurde im Jahr 1906 die Kreissparkasse Wernigerode. Am 15. Januar 1849 erfolgte die Eröffnung der Städtischen Sparkasse Quedlinburg.
Am 25. September 2010 hat die Harzsparkasse den 35. nationalen und 20. internationalen Sparkassenmarathon veranstaltet, nachdem sie sich schon 2008 für die Ausrichtung bewarb.
Zum 1. September 2010 wurden die Filialen in Hausneindorf, Siptenfelde und Weddersleben geschlossen, diese werden seitdem ebenfalls mit dem mobilen Sparkassenbus bedient. Damit werden insgesamt in 20 Ortschaften nur noch persönliche Dienstleistungen auf diese Weise erbracht. Die Schließungen erfolgten aus wirtschaftlichen Gründen und betrafen Filialen mit weniger als zehn Kunden pro Tag. Im Jahr 2018 schlossen aus dem gleichen Grund weitere sieben Standorte, fünf wurden in SB-Standorte umgewandelt. Zum Jahreswechsel 2019/2020 wird es nach der Schließung von fünf Filialen noch 31 Filialen geben.
In Quedlinburg betreibt die Harzsparkasse eine Filiale im denkmalgeschützten Gebäude Markt 15.